# Prix Guldbagge
 (septembre 2016).
Si vous disposez d'ouvrages ou d'articles de référence ou si vous connaissez des sites web de qualité traitant du thème abordé ici, merci de compléter l'article en donnant les références utiles à sa vérifiabilité et en les liant à la section « Notes et références ».
Le prix Guldbagge (en suédois : Guldbaggen) est la principale récompense cinématographique suédoise, attribuée chaque année depuis 1964 par l'Institut suédois du film.
Le premier prix Guldbagge a eu lieu le 25 septembre 1964 au Grand Hôtel de Stockholm.

## Étymologie
Guldbagge est le mot suédois pour désigner la cétoine dorée (Cetonia aurata), un insecte coléoptère. Étymologiquement, il est formé des mots Guld, qui signifie « or », et skalbagge, qui veut dire « coléoptère ».

## Catégories
Le prix est attribué aux meilleures prestations dans les films classés selon les catégories suivantes :
- Meilleur film
- Meilleure réalisation
- Meilleur acteur principal
- Meilleure actrice principale
- Meilleur scénario
- Meilleure photographie
- Meilleure actrice dans un second rôle
- Meilleur acteur dans un second rôle
- Meilleur film étranger
- Meilleur court-métrage
- Meilleur documentaire
- Guldbagge d'honneur (titre honorifique)

## Description
Le trophée en lui-même, une statuette ayant la forme d'un scarabée, est fait de cuivre qui est émaillé et doré. Il a été dessiné par l'artiste Karl Axel Pehrson. Une inscription du nom du gagnant du prix, et de la catégorie en question, est collée sous le scarabée.
En 2009, événement exceptionnel, le film Instants éternels (suédois : Maria Larssons eviga ögonblick) de Jan Troell a reçu 8 Guldbaggen.

## Critiques
Début 2005, la récompense est critiquée car seulement trois des 33 longs métrages suédois présentés en 2004 ont été nommés dans les sept catégories principales (film, réalisation, scénario, meilleur acteur principal, meilleure actrice principale, meilleur acteur dans un second rôle, meilleure actrice dans un second rôle) et il est rendu public que certains membres du jury n'avaient pas vu l'ensemble des 33 films.